# Andover (Maine)
Andover es un pueblo ubicado en el condado de Oxford en el estado estadounidense de Maine. En el Censo de 2010 tenía una población de 821 habitantes y una densidad poblacional de 5,52 personas por km².

## Geografía
Andover se encuentra ubicado en las coordenadas 44°35′27″N 70°46′20″O / 44.59083, -70.77222. Según la Oficina del Censo de los Estados Unidos, Andover tiene una superficie total de 148.82 km², de la cual 148.71 km² corresponden a tierra firme y (0.07%) 0.1 km² es agua.

## Demografía
Según el censo de 2010, había 821 personas residiendo en Andover. La densidad de población era de 5,52 hab./km². De los 821 habitantes, Andover estaba compuesto por el 98.78% blancos, el 0% eran afroamericanos, el 0.37% eran amerindios, el 0.37% eran asiáticos, el 0% eran isleños del Pacífico, el 0% eran de otras razas y el 0.49% pertenecían a dos o más razas. Del total de la población el 0% eran hispanos o latinos de cualquier raza.